# Sergej Solovjov (historiker)
Sergej Michajlovitj Solovjov (ryska: Сергей Михайлович Соловьёв), född 17 maj (gamla stilen: 5 maj) 1820 i Moskva, död 16 oktober (gamla stilen: 4 oktober) 1879, var en rysk historiker, far till Vsevolod och Vladimir Solovjov.
Solovjov, som var prästson, studerade vid Moskvauniversitetet 1838–1842 för Michail Pogodin och Timofej Granovskij, sedan vid utländska universitet som informator för en greve Stroganov och blev 1847 filosofie doktor och professor i historia vid Moskvauniversitetet efter de båda historiska avhandlingarna Ob otnosjenijach Novgoroda k velikim knjaziam och Istorija otnosjenij mezjdu russkimi knjaziami Rjurikova doma. 
Som universitetets rektor uppträdde Solovjov med kraft för den vetenskapliga forskningens frihet och för universitetets autonomi. Ursprungligen tillhörde han det slavofila lägret, men kände sig sedan mer dragen till zapadnikerna ("de västerländska"), trots att han alltjämt delade slavofilernas religiösa uppfattning och tro på det ryska folkets historiska mission samt på autokrati i förbund med folkets bästa krafter. 
Solovjovs främsta verk är Istorija Rossii (29 delar, 1851–1879). I motsats till Nikolaj Karamzins uppfattning av historien som en framställning av monarkernas handlingar och ändringarna i statsformerna såg Solovjov historiens uppgift i att förklara de historiska tilldragelserna, finna deras inre samband och söka grundidén i det ryska folkets liv. Hans arbete, där ett stort material är samlat, är en verkligt nationell historia, som visar gången av den ryska autokratin och det ryska folkets utveckling från äldsta tider i politiskt, religiöst och kulturellt avseende. 
Till Solovjovs beståndande förtjänster räknas särskilt hans uppdelning av Rysslands historiska perioder, hans betonande av de territoriella inflytandena på det ryska folkets historia (bland annat etnografi och klimat), den ryska kolonisationens karaktär, förringandet av det mongoliska okets politiska betydelse, innebörden av Ivan den Förskräckliges kamp med bojarerna och av Peter den storeIs reformer och sambandet mellan perioderna före och efter Peter den store. 
Solovjovs historia (sista upplagan 1897 i sju delar) sträcker sig till 1774, men som ett slags komplement utkom Istorija padenija Polsji ("Polens undergång", 1863) och Imperator Aleksandr I. Politika. Diplomatija (1877). Dessutom skrev han två historiska läroböcker, som kom i flera upplagor, utgav i bokform sina föreläsningar om Peter den store (1872) och författade flera monografier, Pisateli russkoj istorii XVIII v. samt ett par studier i allmän historia (Nabljudenija nad istoritjeskoj zjiznju narodov och Kurs novoj istorii).

## Eftermäle
Asteroiden 4622 Solovjova är uppkallad efter Sergej Solovjov.